# Саркел
Сарке́л (хазарск. «белая крепость»), затем Белая Ве́жа — хазарский, позже древнерусский город-крепость на левом берегу реки Дон. В настоящее время находится на дне Цимлянского водохранилища.

## История
Крепость построена между 834 и 837 годами на Дону в западной стороне волгодонской переволоки. По просьбе правителей Хазарии кагана и бека, обратившихся к византийскому императору Феофилу, строительство велось при посредничестве византийских инженеров, во главе с Петроной Каматиром.

Их места расселения простираются вплоть до Саркела, крепости хазар, в которой стоят триста таксеотов (наёмных воинов), сменяемых ежегодно. «Саркел» же означает у них «Белый дом»; он был построен спафарокандидатом (придворный византийский титул) Петроной, по прозванию Каматир, так как хазары просили василевса Феофила построить им эту крепость. Ибо известно, что хаган и пех Хазарии, отправив послов к этому василевсу Феофилу, просили воздвигнуть для них крепость Саркел. Василевс, склонясь к их просьбе, послал им ранее названного спафарокандидата Петрону с хеландиями (вид парусного судна) из царских судов и хеландии катепана Пафлагонии. Итак, сей Петрона, достигнув Херсона, оставил хеландии в Херсоне; посадив людей на транспортные корабли, он отправился к месту на реке Танаис, в котором должен был строить крепость. Поскольку же на месте не было подходящих для строительства крепости камней, соорудив печи и обжегши в них кирпич, он сделал из них здание крепости, изготовив известь из мелких речных ракушек— Император Константин Багрянородный. Трактат «Об управлении империей» Глава 42
Саркел стал главным форпостом на северо-западной границе Хазарии. В нём базировался регулярно сменяемый гарнизон из трёх сотен воинов. На хазарском языке название города, вероятно, звучало как «Шаркил» (в греческом звука «ш» не существует, поэтому он передан через «с»).
В 965 году Саркел разгромлен князем Святославом Игоревичем. После этого поселение перешло под власть Руси и стало называться по-русски — Белая Вежа. В киевском Софийском соборе имеется настенная надпись XI века, в которой упоминается «Тятькюш, попин беловежский». Она содержит, кроме славянских, и тюркские слова; из неё мы узнаём, что среди тюркских жителей Саркела были христиане и христианские священники, а поминальные надписи у них допускалось делать не на церковнославянском, а на родном языке. В 1103 году Владимир Мономах забрал с собой на Русь печенегов и торков. Они составляли гарнизон Белой Вежи до тех пор, пока половцы в 1117 году не разорили город, и он был покинут жителями.

## Местоположение крепости
Долгое время местоположение крепости определялось гипотетически, обычно в районе наибольшего сближения Дона с Волгой. Проведённые в 1934—1936 годах в регионе раскопки позволили Михаилу Артамонову идентифицировать с Саркелом Левобережное Цимлянское городище.
Крепость располагалась на мысе, отделённом от берега рвом. У стены находился второй ров. По форме крепость представляет собой четырёхугольник (193,5 м на 133,5 м). Выстроена из обожжённого кирпича, кладка — бесфундаментная. Толстые (3,75 м), высокие (не менее 10 м) стены усилены башенными выступами и массивными угловыми башнями. В северо-западной стене находились главные ворота, вторые ворота (меньшего размера) располагались на северо-восточной стене и выходили к реке. Крепость имела несколько линий обороны. Внутри делилась на две части поперечной стеной. В меньшую юго-западную часть можно было попасть только изнутри, в её южном углу располагалась укреплённая квадратная башня-донжон.
Вскоре после постройки Саркел стал быстро заселяться и превратился в торгово-ремесленный город. Всё внутреннее пространство было застроено жилыми домами. Население состояло из двух этнических групп: цитадель занимали тюркские кочевники (жилища в виде юрт), остальную часть — местное аланское население (жилища в виде землянок). Функционировали литейные, кузнечные, гончарные мастерские и караван-сараи.
После гибели поселения кирпичи крепости использовались местным населением для своих построек, так что к моменту раскопок от строений остались только отпечатки на земле. Остатки крепости исследовались археологически в 1934—1936 и 1949—1951 годах в рамках Волго-Донской новостроечной экспедиции. Обследовано менее трети площади памятника. В 1952 году Саркел был затоплен при строительстве Цимлянского водохранилища. Найденные предметы находятся в Эрмитаже и в музее Новочеркасска.

## Соседние крепости
На другом берегу Дона, на расстоянии всего 6 км от Левобережного городища, находится Правобережное Цимлянское городище. Камышевское городище также находится неподалёку от последнего.
Крупная Семикаракорская крепость находится вниз по течению Дона. Эти все крепости эпохи Хазарского каганата.